# Анджело Лео
Анджело Лео (англ. Angelo Leo; 15 травня 1994) — американський професійний боксер, чемпіон світу за версіями WBO (2020—2021) в другій легшій вазі та IBF (2024—т.ч.) в напівлегкій вазі.

## Професіональна кар'єра
Дебютував на профірингу 2012 року. 1 серпня 2020 року в бою проти співвітчизника Траймейна Вільямса завоював вакантний титул чемпіона світу за версією WBO в другій легшій вазі. 23 січня 2021 року в першому захисті вийшов на бій проти Стівена Фултона (США) і програв одностайним рішенням.
10 серпня 2024 року вийшов на бій проти чемпіона світу за версією IBF в напівлегкій вазі Луїса Альберто Лопеса і нокаутував чемпіона в десятому раунді. Цей нокаут за підсумками 2024 року претендував на звання «Нокауту року» за версією журналу «Ринг».